# Teting-sur-Nied
Teting-sur-Nied är en kommun i departementet Moselle i regionen Grand Est (tidigare regionen Lorraine) i nordöstra Frankrike. Kommunen ligger i kantonen Faulquemont som tillhör arrondissementet Boulay-Moselle. År 2022 hade Teting-sur-Nied 1 260 invånare.

## Befolkningsutveckling
Antalet invånare i kommunen Teting-sur-Nied
| Referens: INSEE |